# Meetonzekerheid
Meetonzekerheid is de Nederlandse vertaling van het begrip measurement uncertainty zoals dat wordt toegepast in internationale normen van de ISO.
Als men een gemeten waarde opvat als een continue stochastische variabele dan is een veel gebruikte maat voor de meetonzekerheid de standaardafwijking van die variabele.
Anders dan bij de term nauwkeurigheid betekent een groot getal een grote meetonzekerheid, waardoor verwarring wordt voorkomen.
De meetonzekerheid geeft de onzekerheid van een bepaalde gemeten waarde van een fysische grootheid aan. Geen enkele meting is 100% accuraat, er is altijd een bepaalde mate van onzekerheid. Bij elke meting wordt getracht de echte waarde te bepalen. De gemeten waarde is echter altijd een benadering van deze echte waarde. Zodoende bestaat het resultaat van elke meting uit de gemeten waarde en de onzekerheid van deze gemeten waarde.
De norm ISO 17025 eist dat een erkend (geaccrediteerd) laboratorium naast de meetwaarde ook de meetonzekerheid publiceert. Deze kan langs vele wegen worden verkregen, waaronder een wiskundige analyse van foutoorzaken (bijdragen) in verschillende fasen van het meetproces, een externe validatie of deelname aan een ringonderzoek.
Een voorbeeld van de toepassing van meetonzekerheid in de rechtspraktijk is de boete die een snelheidsovertreder krijgt, proportioneel aan de snelheidsoverschrijding, na aftrek van een correctie voor meetonzekerheid. (Deze wettelijke correctie is overigens iets ruimer dan de feitelijke meetonzekerheid, om de kans op juridische geschillen te beperken.)

## Notatie
Een notatie 1,23(4) voor een numerieke waarde betekent dat de beste afgeronde waarde 1,23 is en de meetonzekerheid 0,04. Ook de notatie 1,23 ± 0,04 wordt wel gebruikt. Bij een waarde van een grootheid staat hier eventueel nog een macht van 10 achter, en vervolgens staat er de eenheid.

## Referentie
1. ↑  Marges en meetcorrecties - Openbaar Ministerie. Geraadpleegd op 17 oktober 2016.